# Pfarrhaus (Salz)

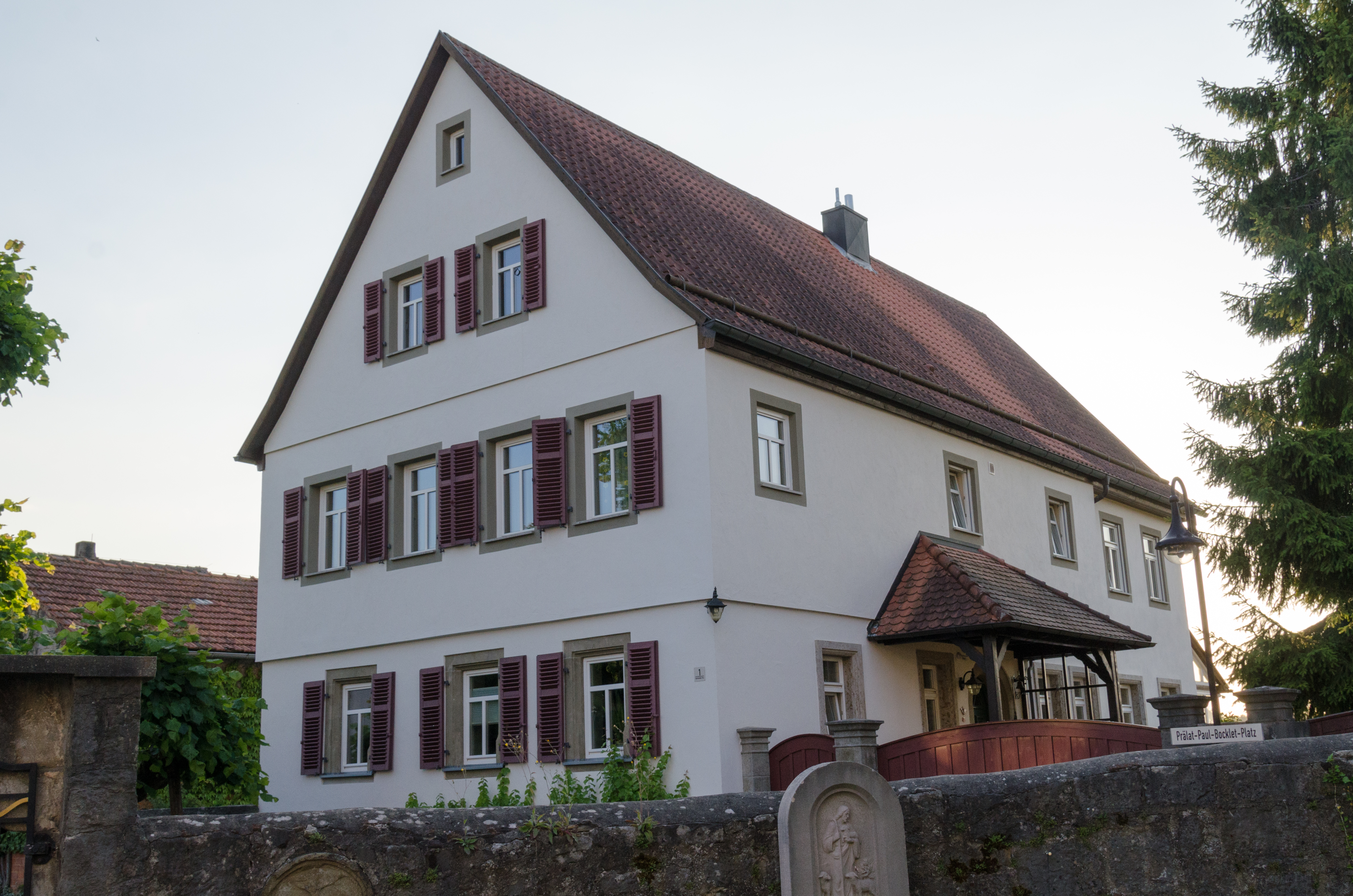
Pfarrhaus in Salz

Das Pfarrhaus in Salz, einer Gemeinde im unterfränkischen Landkreis Rhön-Grabfeld, wurde im Jahr 1601 errichtet. Das Pfarrhaus wird auch heute noch so genutzt und dient zusätzlich als Pfarrbüro. Das Haus am Prälat-Paul-Bocklet-Platz 1 ist ein geschütztes Baudenkmal.
Das zweigeschossige Gebäude mit Satteldach ist im Erdgeschoss massiv gemauert und im Obergeschoss in verputztem Fachwerk ausgeführt. Es besitzt ein überdachtes Portal mit Wappenstein. 
Eine Besonderheit ist die Tanzlinde vor dem Pfarrhaus.